# دريقة زورقية
دريقة زورقية (الاسم العلمي:Aspidistra carinata) هي نوع من النباتات تتبع جنس الدريقة من الفصيلة الهليونية. تم وصف هذا النوع من النبات علمياً لأول مرة من قبل يو وان وسيانغ هواي لو سنة 1989.